# Memorial Hubert Wagner 2009
Il VII Memorial Hubert Wagner si è svolto dal 20 al 23 settembre 2009 a Łódź, in Polonia. Alla competizione hanno partecipato 6 squadre nazionali e la vittoria finale è andata per la terza volta, la seconda consecutiva, alla Polonia.

## Gironi
| Girone A              | Girone B                |
| --------------------- | ----------------------- |
| Cina Polonia A Spagna | Italia Polonia B Serbia |

## Classifica finale
| Classifica | Squadre   |
| ---------- | --------- |
|            | Polonia A |
|            | Italia    |
|            | Serbia    |
| 4          | Cina      |
| 5          | Polonia B |
| 6          | Spagna    |